# Popmart Tour
Popmart Tour var U2:s åttonde turné. Den inleddes 25 mars 1997 i Las Vegas och avslutades i Johannesburg 21 mars 1998. Turnén var en vidareutveckling från Zoo TV Tour både gällande scenbygget och driften med västvärldens reklam- och konsumtionssamhälle. Bono nämnde under flera konserter att Popmart var bandets försök att eat the monster before the monster could eat us. Med monster syftande han på "marknaden". Scenbygget bestod bland annat av en 30 meter hög gul båge, en gigantisk olivpinne, en 12 meter hög discoboll i form av en citron och världens då största LED-skärm; 45 gånger 15 meter. McDonald's hörde av sig till U2:s manager angående likheten mellan deras m och det upp-och-ner-vända u:et, men det ledde inte till något mer. 
Hela turnén spelades på större utomhusarenor förutom ett par konserter i dome-arenorna i USA. Där var Popmart ingen succé. 
En anledning var att U2 till en början inte hade grepp om showen. Turnén hade bokats flera månader innan det försenade albumet Pop var färdigt. Premiären i Las Vegas räknas allmänt som bandets sämst genomförda konsert någonsin. Bono menade att U2 i USA kände sig som ett "popcorn", dvs inte i centrum utan bara en del av ett större event. Flera låtar från det nya albumet visade sig också fungera dåligt live, bland annat Do You Feel Loved och If God Will Send His Angels. 
Då turnén nådde Europa lyfte konserterna. U2 besökte mer "udda" länder som Tjeckien, Polen, Grekland, Israel och Bosnien vilket höjde temperaturen på konserterna. Den europeiska publiken uppskattade konceptet mer än amerikanerna. Vid konserten i Reggio nell'Emilia i Italien var 150.000 människor på plats, vilket är en av världens största betalande konsertpublik för en enskild show. Under 1998 fortsatte turnén i Mexiko, Sydamerika, Australien, Japan och Sydafrika. Popmart Tour blev dock totalt sett en ekonomisk förlust på ungefär 20 miljoner dollar. 
Positiv kritik fanns bland en del kritiker men flertalet sågade turnén. Många missuppfattade ironin med hela konceptet och vissa delar av fansen kände inte någon samband och närhet till bandet.
Tekniska problem uppenbarade sig också under en del konserter. Momentet innan Discothèque var att bandet skulle vandra ut från den gigantiska citron-diskobollen. I Oslo öppnades den aldrig och vid konserterna i Tokyo och Sydney kunde den inte användas över huvud taget. I Raleigh gick LED-skärmen sönder vilket gjorde att konserten där ställdes in.

## Låtlista på konserten i Göteborg 2 augusti 1997
- 1. Mofo
- 2. I Will Follow
- 3. Gone
- 4. Even Better than the Real Thing
- 5. Last Night on Earth / (Sitting On) the Dock Of the Bay (snippet)
- 6. Until the End Of the World
- 7. New Year's Day
- 8. Pride (In the Name of Love)
- 9. I Still Haven't Found What I'm Looking For
- 10. All I Want is You
- 11. Staring at the Sun
- 12. Daydream Believer (The Edge Karaoke)
- 13. Miami / My Mammy (snippet) / Cuba (snippet)
- 14. Bullet the Blue Sky / America (snippet)
- 15. Please
- 16. Where the Streets Have No Name / Playboy Mansion (snippet)
- 17. Discothèque / All That She Wants (snippet) / Barbara Ann (snippet) / Black Betty (snippet) / Whole Lotta Love (snippet) / Discothèque Howie B Hairy B Mix (snippet)
- 18. If You Wear that Velvet Dress
- 19. With or Without You
- 20. Hold Me, Thrill Me, Kiss Me, Kill Me
- 21. Mysterious Ways
- 22. One
- 23. MLK

## Spelningar
- 1997-04-25 Las Vegas, NV, USA, Sam Boyd Stadium
- 1997-04-28 San Diego, CA, USA, Jack Murphy Stadium
- 1997-05-01 Denver, CO, USA, Mile High Stadium
- 1997-05-03 Salt Lake City, UT, USA, Rice Stadium
- 1997-05-06 Eugene, OR, USA, Autzen Stadium (University Of Oregon)
- 1997-05-09 Phoenix, AZ, USA, Sun Devil Stadium (Arizona State University)
- 1997-05-12 Dallas, TX, USA, Cotton Bowl
- 1997-05-14 Memphis, TN, USA, Liberty Bowl
- 1997-05-16 Clemson, SC, USA, Clemson Memorial Stadium (Death Valley) (Clemson University)
- 1997-05-19 Kansas City, MO, USA, Arrowhead Stadium
- 1997-05-22 Pittsburgh, PA, USA, Three Rivers Stadium
- 1997-05-24 Columbus, OH, USA, Ohio Stadium
- 1997-05-26 Washington, DC, USA, R.F.K. Stadium
- 1997-05-31 East Rutherford, NJ, USA, Giants Stadium
- 1997-06-01 East Rutherford, NJ, USA, Giants Stadium
- 1997-06-03 East Rutherford, NJ, USA, Giants Stadium
- 1997-06-08 Philadelphia, PA, USA, Franklin Field
- 1997-06-12 Winnipeg, Kanada, Winnipeg Stadium
- 1997-06-14 Edmonton, Kanada, Commonwealth Stadium
- 1997-06-15 Edmonton, Kanada, Commonwealth Stadium
- 1997-06-18 Oakland, CA, USA, Oakland Coliseum
- 1997-06-19 Oakland, CA, USA, Oakland Coliseum
- 1997-06-21 Los Angeles, CA, USA, L.A. Memorial Coliseum
- 1997-06-25 Madison, WI, USA, Randall Stadium
- 1997-06-27 Chicago, IL, USA, Soldier Field
- 1997-06-28 Chicago, IL, USA, Soldier Field
- 1997-06-29 Chicago, IL, USA, Soldier Field
- 1997-07-01 Boston, MA, USA, Foxboro Stadium
- 1997-07-02 Boston, MA, USA, Foxboro Stadium

- 1997-07-18 Rotterdam, Nederländerna, Stadion Feijenoord (De Kuip)
- 1997-07-19 Rotterdam, Nederländerna, Stadion Feijenoord (De Kuip)
- 1997-07-25 Werchter, Belgien, Festival Site
- 1997-07-27 Köln, Tyskland, Butzweiler Hof
- 1997-07-29 Leipzig, Tyskland, Festweise
- 1997-07-31 Mannheim, Tyskland, Maimarkt
- 1997-08-02 Göteborg, Sverige, Ullevi Stadion
- 1997-08-04 Köpenhamn, Danmark, Parken
- 1997-08-06 Oslo, Norge, Valle Hovin
- 1997-08-09 Helsingfors, Finland, Olympiastadion
- 1997-08-11 Białystok, Polen, Stadion Miejski
- 1997-08-12 Warszawa, Polen, Warsaw Horse Track
- 1997-08-14 Prag, Tjeckien, Velký strahovský stadion
- 1997-08-15 Pécs, Ungern, Lauber Dezső Sports Hall
- 1997-08-16 Wien, Österrike, Airfield
- 1997-08-18 Nürnberg, Tyskland, Zeppelinfeld
- 1997-08-20 Hannover, Tyskland, Expo-Messegelände
- 1997-08-22 London, England, Wembley Stadium
- 1997-08-23 London, England, Wembley Stadium
- 1997-08-26 Belfast, Nordirland, Botanic Gardens
- 1997-08-28 Leeds, England, Roundhay Park
- 1997-08-30 Dublin, Irland, Landsdowne Road
- 1997-08-31 Dublin, Irland, Landsdowne Road
- 1997-09-02 Edinburgh, Skottland, Murrayfield Stadium
- 1997-09-06 Paris, Frankrike, Parc des Princes
- 1997-09-09 Madrid, Spanien, Estadio Vicente Calderón
- 1997-09-11 Lissabon, Portugal, Estádio José Alvalade
- 1997-09-13 Barcelona, Spanien, Estadi Olímpic de Montjuïc
- 1997-09-15 Montpellier, Frankrike, Espace Grammont
- 1997-09-18 Rom, Italien, Aeroporto del Urbe
- 1997-09-20 Reggio Emilia, Italien, Festival Site
- 1997-09-23 Sarajevo, Bosnien, Koševo Stadium
- 1997-09-26 Thessaloniki, Grekland, Harbour Yard
- 1997-09-30 Tel Aviv, Israel, Ramat Gan-stadion (Hayarkon Park)

- 1997-10-26 Toronto, Kanada, Skydome
- 1997-10-27 Toronto, Kanada, Skydome
- 1997-10-29 Minneapolis, MN, USA, Metrodome
- 1997-10-31 Detroit, MI, USA, Pontiac Silverdome
- 1997-11-02 Montréal, Kanada, Stade Olympique
- 1997-11-08 St. Louis, MO, USA, Trans World Dome
- 1997-11-10 Tampa, FL, USA, Houlihan's Stadium
- 1997-11-12 Jacksonville, FL, USA, Municipal Stadium
- 1997-11-14 Miami, FL, USA, Pro Player Stadium
- 1997-11-21 New Orleans, LA, USA, Louisiana Superdome
- 1997-11-23 San Antonio, TX, USA, Alamodome
- 1997-11-26 Atlanta, GA, USA, Georgia Dome
- 1997-11-28 Houston, TX, USA, Astrodome
- 1997-12-02 Mexico City, Mexiko, Autódromo Hermanos Rodríguez
- 1997-12-03 Mexico City, Mexiko, Autódromo Hermanos Rodríguez
- 1997-12-09 Vancouver, Kanada, B.C. Place Stadium
- 1997-12-12 Seattle, WA, USA, Kingdome

- 1998-01-27 Rio de Janeiro, Brasilien, Autódromo Internacional Nelson Piquet (Maracanã)
- 1998-01-30 São Paulo, Brasilien, Estádio Cícero Pompeu De Toledo (Morumbi)
- 1998-01-31 São Paulo, Brasilien, Estádio Cícero Pompeu De Toledo (Morumbi)
- 1998-02-05 Buenos Aires, Argentina, Estadio River Plate
- 1998-02-06 Buenos Aires, Argentina, Estadio River Plate
- 1998-02-07 Buenos Aires, Argentina, Estadio River Plate
- 1998-02-11 Santiago, Chile, Estadio Nacional
- 1998-02-17 Perth, Australien, Burswood Dome
- 1998-02-21 Melbourne, Australien, Waverly Park
- 1998-02-25 Brisbane, Australien, ANZ Stadium
- 1998-02-27 Sydney, Australien, Sydney Football Stadium
- 1998-03-05 Tokyo, Japan, Tokyo Dome (Big Egg)
- 1998-03-11 Osaka, Japan, Osaka Dome
- 1998-03-16 Kapstaden, Sydafrika, Greenpoint Stadium
- 1998-03-21 Johannesburg, Sydafrika, Johannesburg Stadium

## Låtar som spelades
De mest spelade låtarna under Popmart Tour :
- Staring At The Sun 95 gånger
- With or Without You 93 gånger
- Discothèque 93
- Please 93
- Hold Me, Thrill Me, Kiss Me, Kill Me 93
- Mysterious Ways 	 93
- Mofo 93
- One 93
- Until The End Of The World 93
- Pride (In The Name of Love) 93
- Even Better Than The Real Thing 93
- I Will Follow 93
- I Still Haven't Found What I'm Looking For 93
- Last Night On Earth 93
- Gone 93